# Neomyzus strobilantheae
Neomyzus strobilantheae är en insektsart. Neomyzus strobilantheae ingår i släktet Neomyzus och familjen långrörsbladlöss. Inga underarter finns listade i Catalogue of Life.